# Serie A1 1978/79
Die Saison 1978/79 war die 45. Spielzeit der Serie A1, der höchsten italienischen Eishockeyspielklasse. Meister wurde zum insgesamt fünften Mal in der Vereinsgeschichte der HC Bozen.

## Modus
Die neun Mannschaften absolvierten eine gemeinsame Hauptrunde, deren Erstplatzierter Meister wurde. Für einen Sieg erhielt jede Mannschaft zwei Punkte, bei einem Unentschieden gab es einen Punkt und bei einer Niederlage null Punkte.

## Hauptrunde

### Tabelle
|    | Klub              | Punkte |
| -- | ----------------- | ------ |
| 1. | HC Bozen          | 58     |
| 2. | HC Gherdëina      | 55     |
| 3. | HC Meran          | 40     |
| 4. | SG Cortina        | 37     |
| 5. | HC Bruneck        | 28     |
| 6. | Asiago Hockey     | 24     |
| 7. | Diavoli HC Milano | 21     |
| 8. | HC Alleghe        | 20     |
| 9. | HC Valpellice     | 5      |

Sp = Spiele, S = Siege, U = unentschieden, N = Niederlagen, OTS = Overtime-Siege, OTN = Overtime-Niederlage, SOS = Penalty-Siege, SON = Penalty-Niederlage

## Meistermannschaft
Enrico Bacher – Rolando Benvenuti – Hubert Gasser – Norbert Gasser – Manfred Gatscher – Rudi Hiti – Bernhard Mair – Michael Mair – Lodovico Migliore – Gino Pasqualotto – Jaroslav Pavlu – Martin Pavlu – Raimondo Refatti – Klaus Runer – Luciano Sbironi – Herbert Strohmair – Giorgio Tigliani – Urban Tutzer; Trainer: Gösta Johansson